# Ignacy Malczewski (pisarz grodzki)
Ignacy Malczewski (ur. ?, zm. 1790) – pisarz grodzki w Kaliszu. Syn Piotra (zm. 1774) i Anny z Umińskich (zm. 1790), wnuk Stanisława Malczewskiego, pułkownika wojsk koronnych. 
Jego żoną była Marcjanna Estera Radońska. Ich dzieci to: Kalikst Malczewski (1780–1850), Józefa Malczewska (1780–1850), Hipolit Malczewski (1787–1834), Elżbieta Malczewska (1787–1806) i Teofila Malczewska (ur. 1796). 
Jego wnukiem był Adolf Ignacy Skarbek-Malczewski.
Od 1783 r. był pisarzem grodzkim kaliskim, a od 15 listopada 1779 r. – członkiem Komisji Dobrego Porządku zajmującej się w Kaliszu szpitalnictwem.